# گیل کاتاشویلی
گیل کاتاشویلی (گرجی: გელა გიორგის ძე კეტაშვილი؛ زادهٔ ۲۷ سپتامبر ۱۹۶۵) بازیکن سابق فوتبال اهل شوروی است.
از باشگاه‌هایی که در آن بازی کرده‌است می‌توان به باشگاه فوتبال دینامو تفلیس اشاره کرد.